# Elaver simplex
Elaver simplex là một loài nhện trong họ Clubionidae.
Loài này thuộc chi Elaver. Elaver simplex được Octavius Pickard-Cambridge miêu tả năm 1896.